# MISTERジパング
『MISTERジパング』（ミスタージパング）は、椎名高志による日本の漫画。『週刊少年サンデー』（小学館）に2000年から2001年にかけて連載された。単行本は全8巻（小学館、少年サンデーコミックス）、文庫版で全4巻（小学館文庫）。全78話。

## あらすじ
時は天文17年（1548年）。金も力もない日吉に、ある日運命の出会いが訪れる。のちに戦国に覇を唱えることになる織田信長と戦国を終わらせ泰平の世を創り出す徳川家康（このころはまだ竹千代）との出会いである。少ない元手で商売を始めて成功をおさめるしか出世の道はないと思っていた日吉はその後も様々な戦国武将の知遇を得る。そうして、彼の運命は次第に変わっていった。
そして彼に、第2の運命の岐路が訪れる。謎の二重人格美少女ヒナタとヒカゲとの出会いである。どうも未来を視ることができて、そのために武田家の滅亡を予言してしまい、それで武田忍軍に追われているヒカゲは、日吉を後の天下人、豊臣秀吉になると予言した。絶対にそんなことはないと思う日吉だったが、彼は着実に出世していく。しかし、敵国の今川家には謎の人物、天回が戦国を制そうと策謀を練っていた。はたして天回とは何者なのか?そして日吉は本当に豊臣秀吉なのか?運命を跳ね返そうとする戦国大名たちの、運命との戦いを描く。

## 登場人物
設定では、パラレルワールドとなっているため、正史とは出自の異なる者が多い。その一方で、史実に関する新しい研究成果が反映されている者もいる。

### 戦国時代の者

#### 織田家関係者
小国ではあるが、力がある。家臣の上下関係が緩い。斉藤家とは対立関係にあったが、濃姫との婚約により、同盟関係が築かれる。
日吉や信長には、織田家内以外にも様々な仲間や知人がいる（ちなみにヒナタは武田家関係者を参照）。
日吉
後の豊臣秀吉と思われていたが本当は、秀吉のいない世界で秀吉に代わるべく生き残った秀吉の双子の弟。凄まじく気が弱いが、才覚は一応あり、面白いところに目がつく。また甘いと言われるほど優しいため、人に好かれやすく、可愛がられる。また、ヒナタとは相思相愛の仲。一連の事件が終わった後はモンゴルにタイムトラベルしたらしく、信長の指導のもと天下人を目指す可能性がある（日吉がチンギス・ハンであるとも考えられる）。
織田信長
史実の織田信長のように、「うつけ者」と呼ばれるほど合理的で、つまらない常識にはとらわれない（鷹狩りのときは農民に変装して、真っ当な方法よりもはるかに多い効果を得る等）。頭は切れて度胸もあるが、時に残忍とも思えるような行動をとることもある。人に優しくはあるのだが、素直にそれを表すことができない。下戸。天下布武を目指している。
本能寺の変の最中に帰還した日吉を押し返してモンゴルへ旅立った。日吉に「天下人にするためにコーチしてやる」と語り、第一の教えとして「下天は夢だ」と語り物語を締めた。
織田信友
尾張の守護代。考えが甘い。織田信秀の残した人材を手に入れるため平手政秀を暗殺し信長の怒りを買う。尾張守護･斯波義統を殺し、尾張守護になるが、酒宴の席で信長によって射殺される。
前田利家
物語での登場はほとんどが犬千代の時代。信長の部下であり友人であり弟分である。出歩く際は常に槍を携えており、槍の又左の異名を取る。日吉の成長に期待している。またエロ本を買っていたり、表紙裏の四コマ漫画で「ワイヤーブラジャーで貧乳を巨乳に見せかける行為は禁止ですか」と発言をしたりするなど、エッチな性格である描写がある。最終回にも成長した姿で登場している。
池田恒興
物語での登場はほとんどが勝三郎の時代。信長の乳兄弟で、幼少期からの部下であり友人。若い頃は信長の小姓を務める。最終回にも成長した姿で登場。
丹羽長秀
物語での登場のほとんどが万千代の時代。糸目。信長の幼少期からの部下であり友人。若い頃は信長の小姓を務める。最終回にも成長した姿で登場。
滝川一益
この作品においての名前の読みは「いちます」。元甲賀忍者。信長と歳が近く忍びの心得があるため、平手政秀に信長の直臣として雇われる。信長の破天荒さに対し常識人である。最終回にも登場する。
柴田勝家
織田家の若手家老。尾張一の武勇を誇る。当初は信長の弟･信行付きで、平気で「うつけ」と呼ばれる行動をする信長を快く思っていなかったが、比叡山での戦闘で信長の考えに感じ入る。天回宗の人間に正史の結末を告げられるが、乱世に生きる者として聞き流した。最終回にも登場する。
平手政秀
織田家家老。真面目で融通のきかない性格。信長の行状を心配するあまり、胃を痛めたり吐血したりする事もある。史実とは異なり、日吉と酒を飲んだ帰路に織田信友の刺客の銃弾に倒れ、数日後に死去。政秀の遺言により、その死は「信長を諫めての切腹」とされる。
織田信秀
信長の父。「尾張の虎」と恐れられる猛将だが、若い頃は信長と同じように周りの大人に散々叱られる悪ガキだった。唯一信長の行動に文句をつけず、信長に後を託してこの世を去る。
織田信行
信長の同母弟で、織田家家督継承の第二候補。信長とは不仲で、内心信長のことを「底なしのバカ」と見下しているが、実のところ信長を始めとした「世界を変える人材」の思考を理解できないだけ。
織田信広
信長の異母兄。三河・安祥城の守備に当たるも、天回ら今川軍に敗れ捕らえられる。後に竹千代との人質交換で尾張に帰るも父信秀の死に目にも会えず、その経験を根に持っている。
織田信光
信秀の弟で、信長の叔父。信秀の腹心として織田家を支えてきた。信長の振る舞いを嫌ってはいない。
土田御前
織田信秀の正室で、信長・信行の母。信長よりも信行をかわいがる。
吉乃
織田家臣・生駒家宗の娘。嫁いだ直後に未亡人となる。信長の言によると「頭は大してよくないが、気が優しく、おっとりしていて欲が無い」性格。後に信長に嫁ぐ。
森可成
織田家譜代の家臣で、蘭丸の父。天回との最終決戦の時、尾張から駆けつけるが、それは服部半蔵の変装だった。
森蘭丸
信長の小姓。信長には「お蘭」と呼ばれている。本能寺の変の際、信長の介錯を務めるも、寸前に日吉とヒカゲ（ヒナタ）が現れ、信長に強引にゲートに押し込まれタイムスリップする。
ヤスケ
初め宣教師に連れられて日本に来たアフリカ系の従者で、信長の家臣となる。本能寺の変の際は信長のもとにおり、妙覚寺の友軍に救援を求めようとするも明智軍に捕らえられる。
市
信長の妹。本編においては、天回の薬を飲んだ日吉の予知の中の、小谷城落城の場面に登場する。4コマ漫画では信長以上の男はいないと思っているため正室である濃姫が憎いと思っている。
坂井大膳
織田信友の家老。信秀死後の信長の従順な態度を不審に思い、信長を警戒するも眼前で信友を殺される。その後、復讐のために信長を狙撃するも日吉によって阻止され、丹羽長秀らによって銃殺される。
縄田屋
織田家御用達の大商人で、信秀からは優良商人のお墨付きをもらっている。資材や食料などを手広く扱っている。経費削減のために縄田屋から薪や炭を仕入れないようにしようとした日吉を暗殺するために刺客を雇うも失敗し、信長に処刑された。

#### 斎藤家関係者
織田家と同じく力のある小国。織田家とは隣国のため対立関係にあったが、濃姫と信長の婚約により同盟が成立する。
斎藤道三
美濃の戦国大名。「美濃の蝮」の異名を持つ。油商人から美濃の重臣となった父の跡を継ぎ、国を盗った。娘の帰蝶を溺愛している。また、娘婿である信長とは友達のような関係である。
帰蝶（濃姫）
斎藤道三の娘。父に似ず美人で勇気もある。信長と共に蜂須賀家の賭場に遊びに来た時に圧倒的な強さを誇るなど強運さも持っている。日吉評によると「怒らせると信長よりも怖い」。
明智光秀
通称は「十兵衛」。濃姫（帰蝶）の従兄で幼馴染。赤毛の美男子で、真面目でストイックな性格。少し抜けている所もあるが、頭は切れ、鉄砲の扱いにも長けている。濃姫の言葉によると「稲葉山城中の女の子がキャーキャー言っている」らしい。初めは斎藤道三に仕えていたが、後に織田信長に仕え近畿方面軍団長にまで昇進するも、本能寺の変を起こす。
溝尾庄兵衛
明智光秀の家老。信長に対する不満を漏らす。本能寺の変当日、桂川で明智軍に戦闘準備をさせる。
斎藤利三
明智光秀の家老。本能寺の変の直前、老ノ坂峠を越える際に登場する。
明智秀満
明智光秀の家老。本能寺の変の直前、老ノ坂峠を越える際に登場する。
明智光忠
明智光秀の家老。本能寺の変の直前、老ノ坂峠を越える際に登場する。
藤田行政
明智光秀の家老。本能寺の変の直前、老ノ坂峠を越える際に登場する。
女華
濃姫の侍女で、濃姫と同い年。稲葉山城中で一番インパクトのある容貌で、何度か濃姫の影武者を務めた。日吉を場内から城外へ投げ飛ばすほどの怪力の持ち主。
蜂須賀小六
木曽川周辺を支配している土豪。見るからに柄の悪い容貌だが面倒見がよく、意外と知性派。日吉やヒナタ（ヒカゲ）、石川五右衛門などを預かったことがある。

#### 今川家関係者
同盟関係や主従関係にある松平家（徳川家）関係者や松下家関係者も含めておく。
今川義元
武田・北条と並ぶ駿河の大大名。「東海一の弓取り」の異名を取る。風流を愛する性格で、一人称は麿。松下加江を側室にしようとするなど女好きの一面もある。
太原雪斎
この物語においての名前の読みは「たはらせっさい」。今川家臣で三河・安祥城攻めの指揮を取る。
松下長則
今川家臣で、頭蛇寺城主。加江の父。物語中では病床に臥していることのみが語られる。
徳川家康
物語での登場はほとんどが竹千代の時代。話し方は関西弁。本人によれば「絶対に聞いてはいけない謎」とのこと。人質であるはずだが、多少の裏工作で自由に動ける。時々将来を見越した腹黒さなど、底知れない部分が垣間見える。鷹狩りが大好き。
服部半蔵保長
家康の祖父・清康の代から松平家（徳川家）に仕える伊賀忍者の頭領。変装も得意。何代かかろうとも必ず三河･松平家から天下人を出すことが服部家の野望。本能寺の変の際、本能寺の変が家康のチャンスになると判断したため、明智軍の殺気に気づいた石川五右衛門を幽閉し、邪魔に入るのを阻止する。
松下加江
頭陀寺城主・松下長則の一人娘。女としてではなく、一人の武将として働きたいと願い、武芸の鍛錬に励む。加江が松下家を継ぐことを快く思わない家臣らによって暗殺されかけるが、日吉と五右衛門に助けられる。その容貌は双子のように正史の松下加兵衛によく似ている。最終回にも成長した加江が登場する。

#### 武田家関係者
いわゆる体育会系で上下関係に厳しく、織田家と同じノリで信玄と一緒に風呂に入ろうとした日吉が制裁を受ける事もあった。
武田信玄
大国武田の若き当主。武田軍に見られる体育会系な気質は彼に因るものが大きいようだ。信長に負けず劣らずアグレッシブな武将であり、それ故に日吉達との接触の機会が生まれたと言える。物語冒頭では武田の滅亡を予言したヒカゲ（ヒナタ）を消す為に忍びを使って追っ手とするなど冷酷な一面も窺える。史実でもあるが武田忍軍を使いこなし諜報や密偵活動等の方面で強い実力を見せ付けた。
武田信廉
武田信玄の弟。信玄によく似ており、信玄不在時に影武者を務める。
山県昌景
武田信玄の腹心。信玄不在の武田家を守る。史実では信玄より9歳年下だが、物語中では明らかに信玄より年上に描かれている。
高坂昌信（春日虎綱）
物語での登場は全て春日源助の時代。武田家臣。信玄の隠密行動に同行する。
ヒカリ
天回の言によると「ヒナタとヒカゲが統合された本来の人格」。ヒナタ･ヒカゲの時の記憶も全て覚えている。ヒカリの状態の時、日吉に告白した。
ヒナタ
元武田家の渡り巫女。二重人格の妹の方。信長も認めた美少女。天回によると「おそらくトキヨミの末裔」。行商中の日吉と知り合って親しくなり、蜂須賀家の飯場で働く。日吉とは相思相愛の中。次第に戦国時代（この物語の舞台）に関する予知能力を発揮する。元々は忍者の使い走りであり、小六のもとで稽古をつけてもらったため運動能力は高い。頭が悪い分、即行動を起こす。本人曰く「体育会系」。
ヒカゲ
二重人格の姉の方。ヒナタには「ヒカゲちゃん」、信長には「オカルト女」と呼ばれている。正史側の歴史に関する予知能力を持ち、人の考えを読むことも出来る（読心術）が、能力の分ヒカゲの力は消耗が激しく、長い間表には出られない。髪の色はコミックスの表紙などでは黄色だが、心眼の言葉によると白である。武田家の滅亡を予言したために武田家に追われる。

#### 天回の薬物強化人間
狩野幻夜
天回の「同志」。元々は普通の人間だったが、天回の薬によって能力者となる。念力や幻術により、武田信虎の幻覚で信玄を苦しめ、異能の拘束具によって池田恒興･前田利家を拘束するも信長によって殺される。
宙象
天回の「同志」で彫り物師。彫った物を生きているように動かすことが出来る能力を持つ。異能の拘束具によって柴田勝家を拘束するも、頚動脈を食いちぎられ、勝家の最期を予言しつつ死亡。
心眼
天回の「同志」。洗脳の能力を持つ。顔を包帯で覆い、第三の目と鼻だけ出している。信玄を武田信虎の幻覚で苦しめ、信長に能力を発動しようとするもヒナタ（ヒカゲ）の力により脳波が逆流して頭が破裂し死亡。

#### その他
石川五右衛門
始めは武田家の雇われ忍者として登場。足がとても速く、信長や前田利家を軽くあしらう強さを見せた。お金が好きで給料分以上の働きはしない主義。武田家を去ってからは松下家に加江の護衛として雇われるがしばらくして解雇される。日吉に興味を持ち、しばらく蜂須賀家でアルバイトをしながら様子を見る。天回との最終決戦後の時空間移動中の爆発時に信長らの盾となって、約30年後の世界に落とされる。本能寺の変の当日、信長に会おうとし、京都に押し寄せる殺気に気が付くも服部半蔵に襲われて幽閉され、脱出した時にはすでに本能寺は炎上していた。五右衛門は面白くない権力者の時代が来ると予感し、忍びを辞め泥棒になろうかと考える。
上杉謙信
越後の戦国大名で武田信玄のライバル。史実では信玄より9歳年下だが、髭が生えているせいか、信玄より年上に見える。信玄がいない武田家には侵略する気も起きないらしい（比叡山にいる信玄に対する手紙より）。

### 正史の者
天回
かつての大戦の生き残り。巨大な銅鐸（タイムトラベルの装置）の研究者であったが、研究の途中で、国が敗戦する。敵国に巨大な銅鐸を奪われないため、処分を命じられるが、「巨大な銅鐸を使いこなせれば、戦況も一変する」として、それに応じず、タイムトラベルを行う。様々な時代へ行き、最後に戦国時代へと辿り着く。比叡山を侵略し、今川と同盟を組む。しかし、最期は、織田や武田の連合軍に敗れ、過去へ逃げるも殺される。
上記の天回が信長から逃げようとタイムトラベルした先での天回（少し前の天回）は、戦国時代へと辿り着き、今川と同盟を組み、日吉を狙うが、思わぬハプニング（もう一人の天回の出現）に中断し、全てを理解し、自身の跡を継ごうとするも、自分の時代（太平洋戦争後の時代）で殺される。
大戦時のタイムトラベルする前の天回はタイムトラベルする直前、突然現れた信長に殺される。
豊臣秀吉
日吉と同じ姿をしているがこちらは正史上の本物であり、天下人の証なのか、信長と同じような隈を持っており眼光も鋭い。当初は「日野秀吉」と名乗った。日吉不在となってからは、サル2号となって信長に仕えた。

## 連載終了の経緯・再登場
東日本大震災復興のチャリティ企画「ヒーローズ・カムバック」で『GS美神 極楽大作戦!!』の新作短編が2013年に描かれた際、作中で世界観がつながるような形で、本作から信長などの主要登場人物が再登場した。
この短編について作者が語った2013年2月28日の公式ブログ「完成原稿速報」の記事で『MISTERジパング』についても触れられている。それによると、画面に必要な要素や考証が週刊連載だと自身のペースではきつかったことや、のちの『銀魂』のようなことがやりたかった作者と「闘争でのし上がってくヒエラルキー漫画」にしたかった編集者との間で落としどころが見つからなかったことが原因で、限界だと思ったほどほどのところで終わらせた、ということである。また、単行本はかなりの部数売れており、打ち切りに遭ったわけではないとしている。

## 書誌情報
少年サンデーコミックス
- MISTERジパング(1) 2000年8月9日発売 ISBN 978-4-091-26101-4
- MISTERジパング(2) 2000年11月18日発売 ISBN 978-4-091-26102-1
- MISTERジパング(3) 2001年2月17日発売 ISBN 978-4-091-26103-8
- MISTERジパング(4) 2001年4月18日発売 ISBN 978-4-091-26104-5
- MISTERジパング(5) 2001年6月18日発売 ISBN 978-4-091-26105-2
- MISTERジパング(6) 2001年9月18日発売 ISBN 978-4-091-26106-9
- MISTERジパング(7) 2001年11月17日発売 ISBN 978-4-091-26107-6
- MISTERジパング(8) 2002年1月18日発売 ISBN 978-4-091-26108-3

文庫版
- MISTERジパング(1) 2008年4月15日発売 ISBN 978-4-091-93801-5
- MISTERジパング(2) 2008年5月15日発売 ISBN 978-4-091-93802-2
- MISTERジパング(3) 2008年6月13日発売 ISBN 978-4-091-93803-9
- MISTERジパング(4) 2008年7月15日発売 ISBN 978-4-091-93804-6